# Liam Reilly
Pour les articles homonymes, voir Reilly (homonymie).
Liam Reilly (né le 19 janvier 1955 à Dundalk et mort le 1er janvier 2021) est un auteur-compositeur-interprète irlandais.

## Biographie
À partir de la fin des années 1970, il est le chanteur du groupe de rock irlandais Bagatelle. Il a rompu au milieu des années 1980 pour commencer une carrière solo. En 1988, il a terminé deuxième du tour préliminaire irlandais du concours Eurovision de la chanson. En 1990, il retente sa chance et remporte le tour préliminaire.

Il a donc représenté l'Irlande au concours Eurovision de la chanson 1990 à Zagreb avec la chanson Somewhere in Europe. Il termine deuxième ex aequo avec la France avec 132 points. 
Un an plus tard, il revient au concours en tant que auteur-compositeur avec Could it be that i'm in love, la contribution irlandaise - chantée par Kim Jackson - qui atteint la dixième place.
Reilly a continué à essayer en solo. Son album solo Throwing Caution To The Wind est sorti en 1990. Mais il réapparut bientôt avec Bagatelle. Le groupe est toujours actif et populaire en Irlande. Pour 2018, il a annoncé sa dernière tournée.
Reilly est décédé le jour de l'an 2021 à l'âge de 65 ans.
Le 2 janvier 2021, sa famille annonce son décès auprès de l'UER, organisateur des Eurovision. Elle évoque le fait que « Liam a adoré son expérience à Zagreb et que ses 3 minutes sur les télévisions européennes étaient le meilleur moment de sa vie ».